# Сење (Михаловце)
Сење (слч. Senné) насељено је мјесто са административним статусом сеоске општине (слч. obec) у округу Михаловце, у Кошичком крају, Словачка Република.

## Становништво
| Година:    | 1994. | 2004.   | 2014.   | 2024.   |
| ---------- | ----- | ------- | ------- | ------- |
| Број људи: | 716   | 736     | 725     | 731     |
| Разлика:   |       | +2,79 % | -1,49 % | +0,82 % |

| Година:    | 2023. | 2024.   |
| ---------- | ----- | ------- |
| Број људи: | 723   | 731     |
| Разлика:   |       | +1,10 % |

Према подацима о броју становника из 2011. године насеље је имало 729 становника.